# Habibul·lo Abdussamatov
Habibul·lo Ismaïlóvitx Abdussamatov (en rus: Хабибулло Исмаилович Абдусаматов) (Samarcanda, Uzbekistan, Unió Soviètica, 27 d'octubre del 1940) és un astrofísic rus d'origen uzbek. És el supervisor del projecte "Astrometria" de la secció russa de l'Estació Espacial Internacional i cap del laboratori de recerca espacial a l'Observatori Pulkovo de Sant Petersburg, pertanyent a l'Acadèmia Russa de les Ciències.

## Investigacions
Abdussamatov no nega l'escalfament global, però considera que, bàsicament, es deu a causes naturals, i no a l'increment de les emissions de diòxid de carboni, contràriament al que en pensen la major part de la comunitat científica i també l'opinió pública en general. En concordança amb aquesta opinió, el 2012 pronosticà una nova "Petita Edat de Gel" que hauria començat el 2014 i que tindria el seu clímax cap al 2055. Aquesta predicció guanyà una certa credibilitat i presència mediàtica amb la cruesa de l'hivern 2013/2014. També quantificà la tendència a la devallada de la irradiació solar total, i aventurà que aquest fenomen es produeix cada dos-cents anys, de manera que el pròxim període de fred seria entre el 2043 i el 2060, aproximadament.